# Хіґасі-Йосіно
Хіґасі-Йосіно (яп. 東吉野村, ひがしよしのむら, хіґасі-йосіно мура ) — село в Японії, у східній частині префектури Нара.